# Осєчкін Володимир Валерійович
Володимир Валерійович Осечкін (нар. 14 червня 1981, Куйбишев) — російський правозахисник, колишній підприємець. Засновник громадського проєкту «Гулагу-ні!». У 2015 році емігрував до Франції, де потім став одним із засновників асоціації New Dissidents Foundation (NDF, укр. — Фонд Нові дисиденти).

## Життєпис

### Походження
Дід Володимира Осечкіна входив до складу радянської номенклатури.
Батьки Володимира — представники радянської інтелігенції: батько — журналіст, мати — лікарка — кардіолог.
Володимир Осєчкін народився в 1981 році в Куйбишеві, Російської РФСР.

### У Росії
Дитинство та юність Володимира проходило під час розпаду СРСР, «бандитських 1990-х років» у новій Росії. Навчаючись у школі, Володимир Осєчкін заробляв гроші миттям машин, організацією вікторини, торгував дизельним паливом. За його словами, щоб протистояти місцевим бандитам, мріяв потрапити на роботу «в органи», найкраще у ФСБ.
Вступив на юридичний факультет Самарського університету. Паралельно продовжував підробляти підприємництвом, продавав порцелянові сервізи.
На початку 2000-х років студента Володимира Осечкіна було заарештовано в Самарі за звинуваченням «у вбивстві». З нього намагалися вибити зізнання, проте адвокат допоміг йому довести свою непричетність та його звільнили після трьох місяців тримання під вартою. Розчарувавшись у юридичній системі Росії, Осєчкін пішов із Самарського університету, не закінчивши навчання. Остаточно вирішивши зайнятися підприємницькою діяльністю, Володимир переїхав до Москви, зайнявся перепродажем уживаних іномарок у регіони.
У 2004 році Володимир Осєчкін відкрив свій автомобільний торговий центр «Бестмоторс» під Красногорськом в Московській області.
До 2007 року підприємець Осєчкін вже володів кількома автосалонами та пейнтбольним клубом. У 2007 році місцевий Департамент економічної безпеки МВС розпочав перевірку його автосалонів, а сам Володимир Осєчкін отримав відомості, що проти нього хочуть порушити справу про «шахрайство», але він може відкупитися, якщо дасть хабар. Володимир, будучи впевненим у чистоті свого бізнесу, відмовився, проте співробітники МВС почали тиснути на співробітників салону і вони погодилися продати кілька автомобілів «мимо каси». За це Осєчкін був звинувачений в «економічних злочинах» (статті 159 ч. 4, ст. 160 ч. 4 та ч. 3 та ст. 174-1 ч  4 КК РФ), затриманий і надовго поміщений у СІЗО. Перебував у Бутирському, Коломенському, Можайському ізоляторах, у СІЗО-4 у Медведкові. Перебуваючи в ув'язненні, постійно писав скарги на безчинства в ізоляторі та порушення його прав, а також на організаторів його ув'язнення, які в результаті самі були засуджені за одержання хабарів.
|  | Я оберігав себе, щоб вийти на волю, одягти сорочку з краваткою і знову стати бізнесменом. |

У 2010 році довгу процедуру слідства було закінчено, і Володимир Осєчкін був формально засуджений «на 7 років позбавлення волі». Через рік був звільнений за УДВ, провівши в ув'язненні загалом 4 роки.
У 2011 році, після звільнення, познайомившись з Ольгою Романовою, чоловік якої — підприємець Олексій Козлов на той час також був звинувачений «у шахрайстві» і був ув'язнений, Володимир Осєчкін швидко увійшов у середовище російських опозиціонерів та правозахисників, брав участь у діяльності руху «Русь сидяча». У тому ж році Осєчкін створив свій власний громадський проєкт « Гулагу-ні!», основною діяльністю якого стала протидія катуванням, корупції в російській пенітенціарній системі та захист прав ув'язнених у російських пенітенціарних установах.
У 2012 році Володимир Осєчкін ініціював появу в Росії послуг зі страхування ув'язнених. Осєчкін дотримувався позиції неприпустимості втручання спецслужб будь-яких країн у роботу пенітенціарної виправної системи та у вільне волевиявлення цивільного населення своїх та інших країн, виступив проти протестів на Болотній площі, вважаючи, що багато діячів російської «несистемної» опозиції перебувають під « грантовим» впливом іноземних спецслужб. Тоді ж, через цю свою позицію, Володимир розійшовся у поглядах і конфліктував з Ольгою Романовою та багатьма «старими правозахисниками»:
|  | Це елітарна тусовка, через сформовану субкультуру у них не прийнято хвалити владу, навіть якщо вона зробила щось гарне. |

У 2013 році Володимир Осєчкін став координатором проєкту «Йополіс» Максима Ноготкова у зв'язках з недержавними структурами.

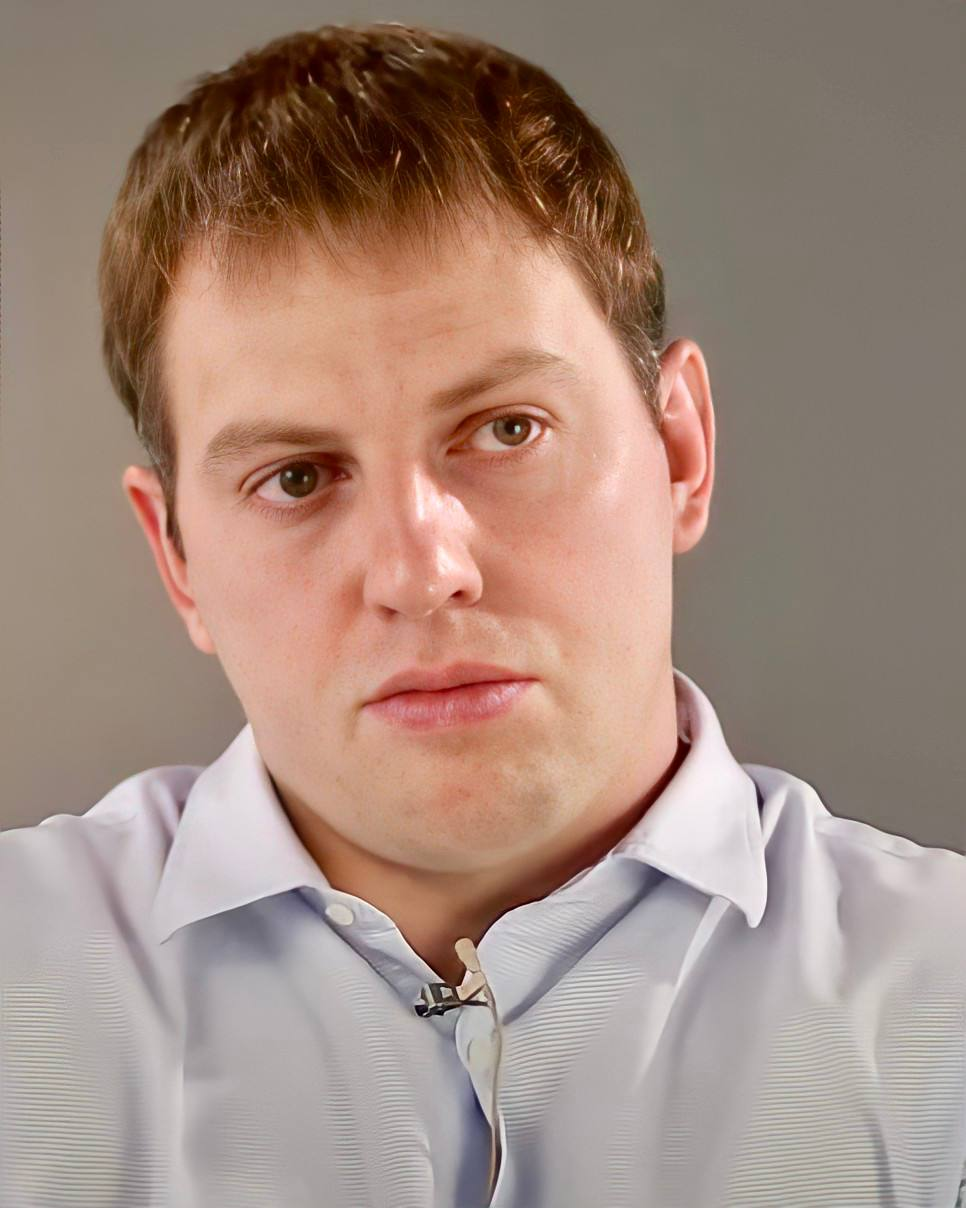
Володимир Осєчкін у 2014 році

У 2014 році Володимир Осєчкін був запрошений і став керівником робочої групи Держдуми РФ з розвитку громадського контролю та захисту прав громадян у місцях примусового тримання, експертом робочої групи зі сприяння громадської наглядової комісії у Раді при президентові з прав людини. Ставши частиною офіційних владних структур РФ, Осєчкін підтримував російський закон про іноземних агентів, чим продовжував викликати невдоволення багатьох «грантових» опозиціонерів та «старих правозахисників», які звинувачували його в «шахрайстві від правозахисту», "співпраці з ФСБ " та у «прагненні підчинити під себе та під силовиків правозахист у Росії». Однак сам Осечкін до складу громадської наглядової комісії тоді не входив через свою непогашену судимість.
У 2014 році Володимир Осєчкін стверджував про втручання західних спецслужб у події в Україні і активно виступав із засудженням Євромайдану та зміни влади в Україні в лютому 2014 року, вітав анексію Росією Криму, взяв участь в акціях «Антимайдану» в Росії. Пізніше він почав виправдовувати свій рашизм «впливом антиукраїнської пропаганди російських ЗМІ», якої він нібито не міг оминути.
Проте згодом у Осєчкіна відбувся конфлікт з офіційною владою. За його словами це сталося через його намагання «запобігати гранд-корупції серед високопоставлених російських чиновників». 29 червня 2014 року на російському телеканалі НТВ було випущено фільм-«розслідування» « Лівозахисники», яким проти Володимира Осєчкіна було розпочато кампанію дискредитації.
|  | Я вже більше року ходжу на волосину від посадки, займаюся найгострішими питаннями, з одного боку я увійшов у сферу інтересів злодіїв, з іншого — оперативного управління ФСВП, і ні тим, ні тим спуску не даю і не даю їм розпоряджатися долями людей. |

Співробітники проєкту «Гулагу-ні!» тоді вважали, що остаточною причиною невдоволення влади стало втручання робочої групи Осєчкіна у 2015 році у справу Євгенії Васильєвої. Зоя Свєтова та інші «старі правозахисники» припускали, що справжньою причиною невдоволення влади стало втручання робочої групи Осєчкіна у 2015 році у справу про вбивство Бориса Нємцова, а саме те, що Володимир Осєчкін, дізнавшись, що до обвинувачених у справі про вбивство Бориса Нємцова застосовували тортури, попросив своїх підлеглих, які працювали в його групі і в той же час були членами громадської наглядової комісії громадської наглядової комісії Москви Єву Меркачеву та Андрія Бабушкіна, вирушити до СІЗО «Лефортово» для перевірки цієї інформації.
У 2015 році проти Володимира Осєчкіна було порушено нову кримінальну справу за статтею «про шахрайство», а також посилено кампанію дискредитації, в яку поступово були залучені користувач веб-сайту «Гулагу-ні» Денис Солдатов, який став давати свідчення проти Осєчкіна, а потім також і деякі діячі російської «системної» і «несистемної» опозиції, такі як голова ЗНК Москви Антон Цвєтков, глава «Русі Сидячої» Ольга Романова, Зоя Светова, Олег Лур'є тощо.
У вересні 2015 року Володимир Осєчкін, після проведених у нього обшуків, був змушений евакуюватися з Росії до Європи, в чому йому, в тому числі, надав допомогу підприємець і правозахисник П'єр Афнер.

### У Франції
Оселившись у Франції, Осєчкін продовжив за кордоном правозахисну діяльність та керівництво проєктом Gulagu.net.
У 2020 році в Росії було ухвалено заочне рішення про арешт Володимира Осєчкіна. Сам Осєчкін пов'язує кримінальне переслідування зі своєю правозахисною діяльністю.
У лютому 2021 року Осєчкін став одним із засновників асоціації New Dissidents Foundation (укр. «Фонд Нові дисиденти»; «NDF»). У жовтні 2021 року Осєчкін відіграв ключову роль в евакуації з Росії та Білорусії білоруського інформатора Сергія Савельєва, який передав організації Gulagu.net копію електронного архіву з комп'ютерної мережі Федеральної служби виконання покарань Росії зі свідченнями катувань ув'язнених. 12 листопада 2021 року МВС Росії повторно оголосило Осєчкіна в розшук.
8 лютого 2022 року Володимир Осєчкін розповів, що йому надійшли погрози вбивством. Цю інформацію він отримав від двох джерел із Росії та чеченської діаспори у Франції.
Маючи у Франції можливість вільно знайомитися з різними точками зору на події, Осєчкін поступово змінив своє ставлення до Євромайдану в Україні і в лютому 2022 року зайняв тверду позицію засудження військового вторгнення РФ в Україну. У серпні 2022 року Володимир Осєчкін допомагав евакуації з Росії учасника військового вторгнення РФ в Україну російського десантника Павла Філатьєва, який написав автобіографічну антивоєнну книгу « ZOV 56» і засудив російсько-українську війну.
У вересні 2022 року Володимир Осєчкін повідомив, що на нього була здійснена спроба замаху, в якій брав участь снайпер. Після цього владою Франції Осєчкіну була виділена спеціальна охорона.
23 вересня 2022 Осєчкін, спільно з П'єром Афнером провели міжнародний прямий ефір з приводу розпочатої в Росії мобілізації. До прямого ефіру, телефоном, приєднався Павло Філатьєв. Всі учасники прямого ефіру російською та французькою мовами звернулися до своїх глядачів, різко засудили ескалацію військових зусиль РФ у війні з Україною та поділилися своїм досвідом та порадами з усіма бажаючими евакуюватися з Росії.
29 березня 2023 року Володимир Осєчкін повідомив, що проєкт New dissidents foundation припиняє евакуацію з Росії військових і силовиків, які виступили проти вторгнення в Україну. Причиною стало інтерв'ю Павла Філатьєва — десантника, який, повернувшись із війни в Україні, написав книгу « ZOV 56» із критикою російської армії та був вивезений із країни. В інтерв'ю шведському журналісту Філатьєв сказав, що низка затриманих ним та його товаришами по службі українців у подальшому були вбиті. Через не повідомлення цієї інформації раніше, у тому числі в книзі, цей факт було сприйнято як приховування інформації про причетність до скоєних військових злочинів.
18 квітня колишній ув'язнений Азамат Улдаров заявив про шантаж з боку Володимира Осєчкіна, який, за його словами, погрожував опублікувати відео зі знущаннями над ним у туберкульозній лікарні під час відбування покарання та вимагав від нього зачитувати слова під диктовку під час інтерв'ю. Після повідомлення Улдарова агентству ФАН Осєчкін справді виклав відео зі знущаннями.
3 травня 2023 року Володимир Осечкін провів інтернет-трансляцію, під час якої зачитував тривожні повідомлення від слухачів, що розігрували його, про підготовку ядерних ударів. Він зрозумів, що його розігрують лише тоді, коли про це заявили самі відправники листів.

## Родина
- Дружина — Камілла Рахматуліна[43].